# 池内蔵太
池 内蔵太（いけ くらた、天保12年5月15日（1841年7月3日） - 慶応2年5月2日（1866年6月14日））は、幕末期の土佐藩の郷士。諱は定勝。別名に細川左馬之助。細井徳太郎。

## 経歴
土佐藩士の中でも身分の低い微禄の家柄の息子として生まれた。1861年、20歳で江戸に出て安井息軒に師事し、様々な藩の志士と交流した。武市半平太と共に土佐勤王党の結成に尽力する。1863年、山内容堂の命令を受けて大坂・江戸の視察を命じられた。しかし、同年5月には土佐藩から脱藩して長州藩へ赴き、長州の外国船襲撃では長州軍の遊撃隊参謀となっている。
文久3年（1863年）8月、土佐脱藩の吉村寅太郎を中心とした天誅組の大和挙兵に幹部として参加。大和国五条代官所襲撃後、大和行幸への協力を要請するため紀州藩へ派遣されるが、その途中で八月十八日の政変の知らせを受け、急遽五条に戻った。天誅組が高取城攻略に失敗し、周辺諸藩から追討軍が派遣されると、熊野方面へ退却する方針が決まる。内蔵太は土佐脱藩の吉村や那須信吾らと共に徹底抗戦を主張し、別働隊として追討軍を迎え打つが守備陣地は陥落し十津川郷へ退却する。しかし、十津川郷士の離反を受けた天誅組は活動継続が不可能となって解散が決定していた。内蔵太は石田英吉らと共に主将中山忠光を護衛し大和の山中を逃走し、追討軍の包囲を破って大坂の長州藩邸へと逃れることに成功する。そのため内蔵太は（忠光を除いた）天誅組の役付きの幹部勢の中で唯一生きて畿内から脱出する事ができた。
その後、長州に落ち延びた内蔵太は、諸藩の脱藩浪士が中心となって結成された忠勇隊を指揮し、元治元年7月（1864年8月）、禁門の変に参加するが、破れて敗走する。
1865年5月、同郷で旧知の仲の坂本龍馬と下関で再会し、亀山社中に加わり行動をともにした。しかし慶応2年(1866年)閏5月、長崎から薩摩藩領鹿児島へ小型帆船・ワイルウェフ号を回航する途中、長崎県中通島の東、潮合崎沖において、暴風のため船が暗礁に乗り上げ転覆し亡くなった。享年26。明治31年(1898年)7月、贈従四位。
墓所は京都府の霊山墓地。長崎県南松浦郡新上五島町江ノ浜郷には坂本龍馬建立と伝わる慰霊碑がある。
龍馬は自分の後継者として期待していた内蔵太の死去を聞いたときに、「わしより先に死ぬ奴があるか。わしより生きれば、わし亡き後の海援隊を継がせるつもりだったのに」と嘆き悲しんだといわれている。

## 作品

### 漫画
- 『お〜い!竜馬』（原作：武田鉄矢、作画：小山ゆう）

### TVドラマ
- 『龍馬伝』（2010年、NHK大河ドラマ　桐谷健太）

### TVアニメ
- 『ねこねこ日本史』（Eテレ、白井悠介）

### TVゲーム
- 『維新の嵐』（コーエー、1988年）